# Xanthophyllum ovatifolium
Xanthophyllum ovatifolium är en jungfrulinsväxtart som beskrevs av Chod.. Xanthophyllum ovatifolium ingår i släktet Xanthophyllum och familjen jungfrulinsväxter. Inga underarter finns listade i Catalogue of Life.